# Ixchela placida
Ixchela placida är en spindelart som först beskrevs av Willis J. Gertsch 1971.  Ixchela placida ingår i släktet Ixchela och familjen dallerspindlar. Inga underarter finns listade i Catalogue of Life.